# Image (informatica)
In informatica, Image è un oggetto messo a disposizione dal DOM XML per la gestione delle immagini. Esso dispone di molte proprietà ed eventi che permettono un'interazione con l'utente molto ampia. 

## Proprietà
- border: proprietà di sola lettura che permette di leggere lo spessore del bordo assegnato all'immagine, espresso im pixel; il costruttore dell'oggetto assegna di default il valore 0
- complete: proprietà booleana di sola lettura che indica l'avvenuto caricamento dell'immagine da parte del browser
- constructor: specifica una funzione che permette di creare l'oggetto immagine
- height: proprietà di sola lettura che specifica l'altezza dell'immagine in pixel
- hspace: proprietà di sola lettura che specifica il numero di pixel tra i margini laterali dell'immagine e gli oggetti circostanti
- lowsrc: questa proprietà permette di avere un'immagine a bassa risoluzione
- name: proprietà di sola lettura contenente il nome dell'immagine
- src: proprietà contenente il path dell'immagine, ovvero l'attributo SRC del tag IMG
- vspace: proprietà di sola lettura che specifica il numero di pixel tra i margini superiore ed inferiore dell'immagine e gli oggetti circostanti
- width: proprietà di sola lettura che specifica la larghezza dell'immagine in pixel

## Metodi
- eval: metodo appartenente alla superclasse Object che permette di valutare il contenuto dell'oggetto tramite una stringa
- handleEvent: permette di definire una funzione da richiamare come gestore di un evento specifico
- toSource: ritorna il codice sorgente di un oggetto, può essere utilizzato per la creazione di un nuovo oggetto
- toString: ritorna la rappresentazione dell'oggetto tramite una stringa
- unwatch: rimuove un wachtpoint impostato per una proprietà di un oggetto
- valueOf: ritorna il valore dell'oggetto specificato
- watch: imposta un watchpoint per una proprietà di un oggetto

## Esempio
```
  
var
 
immagine
 
=
 
new
 
Image
();

  
with
 
(
immagine
)

  
{

    
src
 
=
 
"esempio.gif"
;

    
width
 
=
 
"300"
;

    
height
 
=
 
"150"
;

    
border
 
=
 
"1"
;

  
}

  
with
 
(
document
)

  
{

    
write
(
"<img src='"
 
+
 
immagine
.
src
);

    
write
(
"' width='"
 
+
 
immagine
.
width
);

    
write
(
"' height='"
 
+
 
immagine
.
height
);

    
write
(
"' border='"
 
+
 
immagine
.
border
);

    
write
(
"'>"
);

  
}

```